# Tom Wickham
Tom Joseph Wickham (* 26. Mai 1990 in Morgan, South Australia) ist ein australischer Hockeyspieler, der mit der australischen Hockeynationalmannschaft 2021 Olympiazweiter wurde.

## Sportliche Karriere
Der in South Australia geborene Wickham wuchs in Alice Springs auf und zog später wegen seines Sports nach Perth. Der Stürmer debütierte 2013 in der Nationalmannschaft, kam aber erst ab 2017 zu regelmäßigen Einsätzen. Er absolvierte bis 2024 114 Länderspiele, in denen er 50 Tore erzielte.
2018 kam er als Ersatzmann für den verletzten Blake Govers ins Team für die in Australien ausgetragenen Commonwealth Games 2018, im Finale besiegten sie die neuseeländische Mannschaft mit 2:0. Bei den Olympischen Spielen in Tokio gewannen die Australier ihre Vorrundengruppe und entschieden im Viertelfinale das Penaltyschießen gegen die Niederländer für sich. Nach einem Halbfinalsieg über die deutsche Mannschaft unterlagen die Australier im Finale den Belgiern im Penaltyschießen, nachdem es zum Ende der regulären Spielzeit 1:1 gestanden hatte. Wickham hatte in der 47. Minute den Führungstreffer von Florent Van Aubel ausgeglichen.
2022 gewann Wickham mit dem australischen Team bei den Commonwealth Games in Birmingham. Im Finale beim 7:0 über die Inder erzielte Wickham eines seiner fünf Turniertore. Bei der Weltmeisterschaft 2023 in Bhubaneswar gewannen die Australier im Viertelfinale gegen die spanische Mannschaft und verloren im Halbfinale gegen die Deutschen. Das Spiel um Bronze entschieden die Niederländer mit 3:1 für sich. Wickham war in allen Spielen dabei. Bei den Olympischen Spielen 2024 in Paris schieden die Australier im Viertelfinale gegen die Niederländer aus. Wickham wirkte in allen sechs Spielen mit.